# Олейник, Пелагея Гавриловна
Пелагея Гавриловна Олейник (1 января 1910 — 21 марта 1988) — передовик советского сельского хозяйства, звеньевая семеноводческого совхоза «Красная волна» Министерства совхозов СССР, Великобурлукский район Харьковской области, Герой Социалистического Труда (1948).

## Биография
Родилась в 1910 году в селе Средний Бурлук, ныне Великобурлукского района Харьковской области, в семье украинского крестьянина.
Завершила обучение в начальной школе. Трудоустроилась в местный совхоз «Красная волна (совхоз)». С 1941 по 1943 годы проживала на оккупированной территории. После освобождения населённого пункта Пелагея Гавриловна участвовала в восстановлении хозяйства. Возглавила полеводческое звено по выращиванию зерновых.
По результатам уборки урожая в 1947 году получила урожай ржи 33,8 центнера с гектара на площади 63 гектара.
Указом Президиума Верховного Совета СССР от 13 марта 1948 года за получение высоких показателей в сельском хозяйстве и рекордные урожаи зерновых Пелагее Гавриловне Олейниковой было присвоено звание Героя Социалистического Труда с вручением ордена Ленина и медали «Серп и Молот».
Продолжала работать в совхозе.
Проживала в селе Ольховка Харьковского района. Умерла 21 марта 1988 года, похоронена на сельском кладбище.

## Награды
За трудовые успехи была удостоена:
- золотая звезда «Серп и Молот» (13.03.1948)
- орден Ленина (13.03.1948)
- другие медали.